# Hyperolius nimbae
Hyperolius nimbae es una especie de anfibios de la familia Hyperoliidae.
Habita en Costa de Marfil, posiblemente Guinea y posiblemente Liberia.
Su hábitat natural incluye bosques tropicales o subtropicales secos y a baja altitud, pantanos y zonas previamente boscosas ahora degradadas.
Está amenazada de extinción por la pérdida de su hábitat natural.